# Interferómetro de campo warp de White–Juday

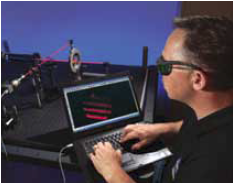
Dr. Harold White.

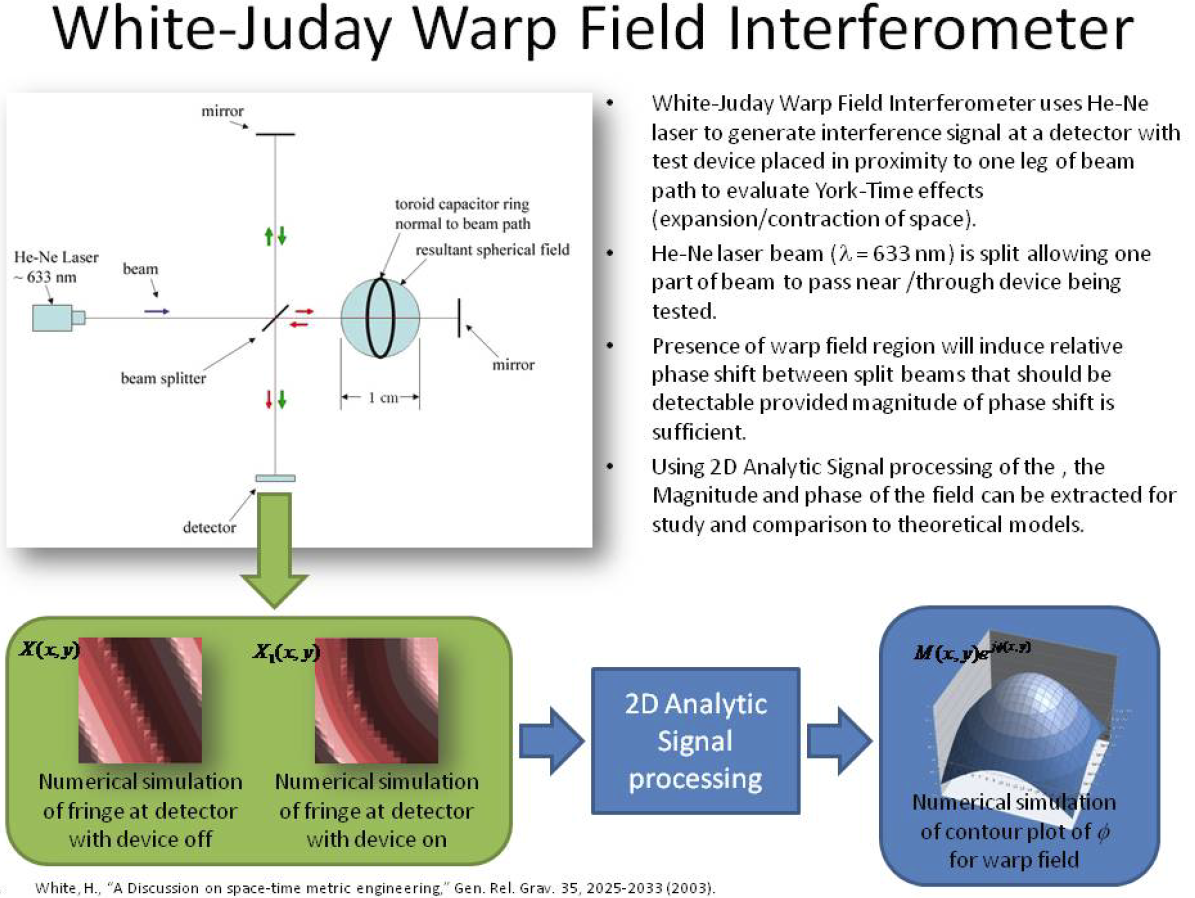
Descripción del proceso del interferómetro de campo warp de White–Juday.

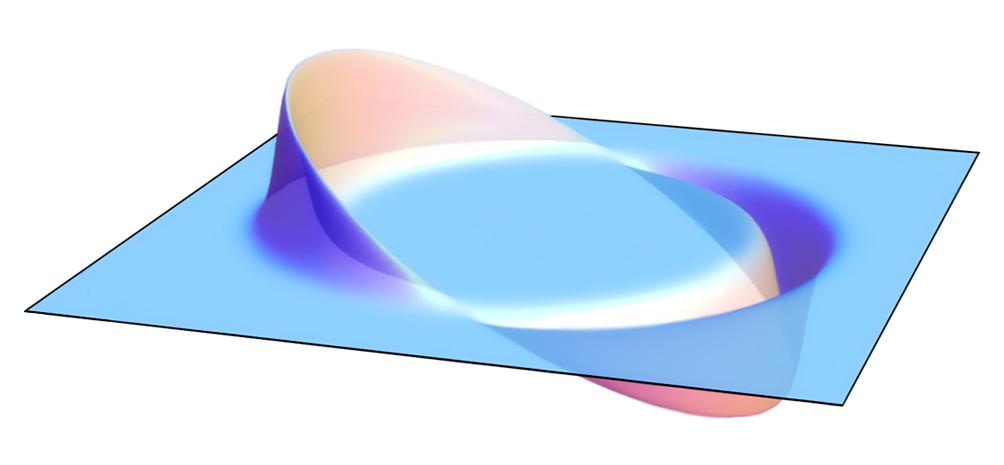
Visualización bidimensional de la métrica de Alcubierre, que muestra las regiones opuestas de expansión y contracción del espacio-tiempo que desplazan a la zona central.

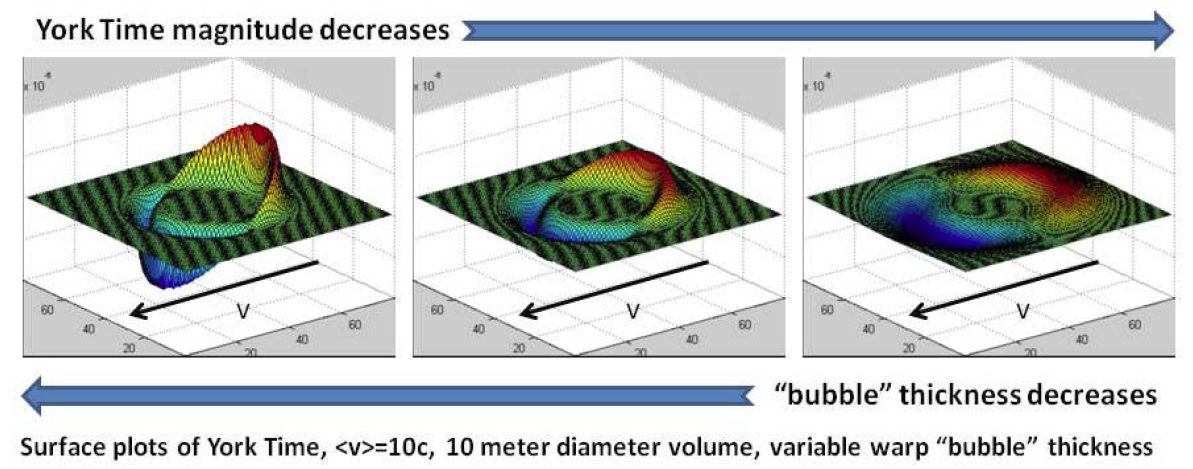
Parcelas de superficie de efectos York que muestran la expansión o contracción del espacio.

El Interferómetro de campo warp de White–Juday es un banco de pruebas que puede detectar una pequeña instancia microscópica de una burbuja warp si estas se pueden crear. Un grupo de investigación del Centro Espacial Lyndon B. Johnson está investigando esta posibilidad.

## Teoría de operación
Este dispositivo es un interferómetro de Michelson que utiliza un haz de láser de helio-neón de λ = 633 nm dividida en dos caminos para generar una señal de interferencia en el detector. El dispositivo en fase de evaluación de campo warp se va a colocar en o cerca de un camino del haz. El patrón de interferencia detectada puede mostrar la expansión o contracción del espacio previsto por el efecto de Tiempo york. El haz láser de helio-neón se divide permitiendo que una parte del haz pueda pasar cerca de o a través del dispositivo bajo prueba. Una región de campo warp puede inducir un cambio de fase relativo entre los haces divididos que debe ser detectable con la condición de que la magnitud del desplazamiento de fase creado por el cambio en la longitud de la trayectoria aparente causada por la expansión o contracción del espacio es suficiente (1 en 10 millones). Los investigadores afirman que mediante el uso del procesamiento de señal 2D analítico, la magnitud y la fase del campo se pueden extraer para el estudio y la comparación con los modelos teóricos. Este experimento intentará detectar los efectos físicos previstos por la métrica de Alcubierre. Los investigadores harán la primera prueba para ver si la deformación del espacio por el campo esférico eléctrico (1cm de diámetro) de un anillo de electrodos de extremadamente alta tensión puede ser detectado. Si eso sucede, una señal óptica similar a la observada en la figura de la derecha se producirá. Una vez que la señal es analizada, un gráfico que muestra la cantidad de deformación como una función de la posición dentro del anillo cargado será generada.